# Jan Winter
Jan Adam Winter – polski inżynier, doktor habilitowany nauk technicznych. Specjalizuje się w drogach wodnych śródlądowych i konstrukcjach hydrotechnicznych. Profesor nadzwyczajny na  Wydziale Instalacji Budowlanych, Hydrotechniki i Inżynierii Środowiska Politechniki Warszawskiej. Wicedyrektor Instytutu Meteorologii i Gospodarki Wodnej.
Pracuje jako profesor nadzwyczajny w Zakładzie Budownictwa Wodnego i Hydrauliki Wydziału Instalacji Budowlanych, Hydrotechniki i Inżynierii Środowiska Politechniki Warszawskiej. Wykładał także jako profesor w Instytucie Bezpieczeństwa Cywilnego warszawskiej Wyższej Szkoły Zarządzania i Prawa im. Heleny Chodkowskiej.

## Publikacje książkowe
- Warunki żeglugi zestawów pchanych o dużej ładowności na śródlądowych drogach wodnych (redaktor naukowy), Wydawnictwo Naukowe Politechniki Wrocławskiej 1985
- Drogi wodne śródlądowe (współautor wraz z Z. Szlingiem), Wydawnictwo Politechniki Wrocławskiej 1988
- Problems of hydroengineering. 5-th conference, Wrocław-Szklarska Poręba (współredaktor tomu wraz z R. Rogalą), Wydawnictwo Politechniki Wrocławskiej 1994
- Problems of hydroengineering. 6-th conference, Wrocław-Szklarska Poręba (współredaktor tomu wraz z R. Rogalą), Wydawnictwo Politechniki Wrocławskiej 1996
- Strategia modernizacji odrzańskiego systemu wodnego (współautor wraz z J. Zaleskim), Wydaw. Naukowe PWN, Wrocław 2000, ISBN 83-01-13384-8
- Śródlądowy transport wodny (współautor podręcznika wraz z J. Kulczykiem), Oficyna Wydawnicza Politechniki Wrocławskiej 2003, ISBN 83-7085-720-5
- Bezpieczeństwo zapór - nowe wyzwania (współredaktor tomu wraz z A. Kosik i A. Witym), Instytut Meteorologii i Gospodarki Wodnej 2011, ISBN 978-83-61102-53-3
- Zapory - bezpieczeństwo i kierunki rozwoju (współredaktor tomu wraz z A. Kosik i A. Witym), Instytut Meteorologii i Gospodarki Wodnej 2013, ISBN 978-83-61102-81-6
- Eksploatacja budowli piętrzących - diagnostyka i zapobieganie zagrożeniom (współredaktor tomu z A. Witym), Instytut Meteorologii i Gospodarki Wodnej 2015, ISBN 978-83-64979-09-5

Źródło